# Sovětská hudba a její vývoj
Novou etapu rozvoje hudby na území Sovětského svazu otevřela Velká říjnová socialistická revoluce v roce 1917, která zasáhla do všech oblastí kulturního života ruského lidu. Sovětský stát usiloval o rozvoj umění a samotná sovětská hudba měla zdůrazňovat ideovost na podkladě vědeckého světového názoru, stranickost a demokratizaci. Sovětské umění jakožto umění mladé muselo projít základními změnami, aby mohlo plnit svůj hlavní cíl, a to vést lid ke komunismu. Projevovala se snaha probojovat do umění hlavní ideové a estetické principy marx-leninské teorie (což znamenalo naučit umělce vnímat a správně zobrazovat novou skutečnost). Jejími hlavními iniciátory byla Komunistická strana a vláda sovětského státu. Vladimír Iljič Lenin v roce 1918 podepsal dva dekrety o hudbě – o nacionalizaci hudebních vydavatelstev a zestátnění konzervatoří. Právě hudební vydavatelství později sehrála důležitou roli v rozvoji sovětské hudby a termín “státní hudební výstavba“ indikoval, že starost o rozvoj hudby na sebe bere stát a jeho orgány.
Rozvoj sovětské hudby značně ovlivnila občanská válka, mnoho divadel nebylo v provozu a hudebníci odcházeli do Rudé armády nebo za hranice. Právě za války lidé pociťovali větší potřebu poslouchat hudbu nebo se nějakým jiným způsobem odreagovat a zapomenout tak na chvíli na válečné útrapy a bídu. Z tohoto důvodu také vznikaly různé revoluční či bojové písně, např. Internacionála, Rudý prapor, Vpřed směle, soudruzi, spějme a mnohé další. Kromě revolučních písní se těšily oblibě také písně lidové, které byly velmi oblíbené zejména proto, že povzbuzovaly odhodlání k boji (např. Ej uchněm, Dobinuška a jiné). Revoluční a lidové písně byly základem pro budoucí sovětské písně a vyznačovaly se pochodovým rytmem a dynamickým charakterem.
Písně vznikaly buďto přepracováním starých známých písní (např. Topič) nebo se tvořily písně naprosto nové, složené sovětskými skladateli. Mezi nejznámější skladatele patřil V. Buglaj a Dmitrij Pokrass. Velcí ruští skladatelé jako Alexandr Glazunov, M. Ippolitov-Ivanov a R. Glier se přičinili svou výchovou prvních skladatelů a hudebních umělců sovětské epochy. Nikolaj Mjaskovskij složil 27 symfonií a mezi nimi i symfonii V., která byla první sovětskou symfonií vůbec.

## Dvacátá léta
Ve dvacátých letech se sovětský stát upevnil a především v oblasti kultury podnikala Komunistická strana boj proti kontrarevolučním směrům v umění a usilovala o vznik nových tvůrčích metod. V podstatě šlo o to, že strana chtěla převychovat staré umělce různého zaměření a zároveň vychovat mladou generaci umělců v duchu nové teorie. Proto také vznikaly různé organizace, které sdružovaly umělce. Právě ve dvacátých letech se začala hudba velmi rychle rozvíjet. Především ve velkých městech vznikala operní divadla, symfonické orchestry a docházelo k propagování nových idejí a způsobů interpretace. Mezi nejvýznamnější události v prostředí hudby se řadí založení operního divadla K. S. Stanislavským a N. Dančenkem, a založení Persymfansu (Первый симфонический асамбл) což byl orchestr, který hrál bez dirigenta.
Ve dvacátých letech vystudovala řada nadějných umělců sovětské konzervatoře a díky nim se sovětská kultura ještě více proslavila. Zářným příkladem byl například Lev Oborin, který obsadil ve Varšavě v roce 1927 první místo na mezinárodní soutěži pianistů. Dalšími umělci, kteří jsou považováni za první pokolení sovětské interpretační školy, byli například D. Oistrach, G. Ginsburg nebo J. Zak.
Vznikaly také významné organizace, jejichž členové šířili masové písně. V roce 1923 vznikla organizace ORKIMD (Обьединение революционных композиторов и музыкальных деятелей), v níž působili vedle V. Buglaje velmi mladí skladatelé písní (Krasev, Korčmarev aj.), kteří se zaměřovali na masové agitační písně, jejichž hudba trpěla schematismem. V roce 1925 vznikla mnohem významnější organizace PROKOLL (Производственный коллектив), v níž působili A. Daviděnko, M. Koval, V. Bělyj, V. Šechtěr a další skladatelé, kteří bojovali za uměleckou masovou píseň (založená na tradici písně lidové). Díky nim vzniká první sovětské oratorium Cesta Října.
Co se týče opery, rozvíjela se velmi pomalu a obtížně, a to především kvůli předsudkům vůči ní. Proto autoři, kteří měli již ve psaní oper zkušenosti, přestali opery psát a mladí skladatelé, kteří se o to pokoušeli, neměli dostatečné zkušenosti a znalosti, aby s nimi uspěli. Proto byly první sovětské opery spíše primitivní a až postupem času zrály.
Do sovětské hudby začal zasahovat formalismus – v roce 1924 byla v Moskvě založena Asociace soudobé hudby (ASM), jejímž cílem bylo šířit úspěchy západní kultury. Dařilo se jí a za 4 roky uvedla na svých koncertech 30 symfonických skladeb, 25 kvartetů, 60 sonát a mnohé další. O pět let později se bohužel asociace rozpadla, ale její vliv přetrval ještě mnoho let.

## Období let 1929 – 1941
Na počátku třicátých let vystoupilo proti formalismu mnoho umělců. V těchto letech bylo nejvíce úspěchů dosaženo opět v oblasti sborové vokální hudby a masové písně. Členové Prokollu se mezitím ve své umělecké kariéře zlepšili a skládali písně, které byly pro sovětskou hudbu velkým přínosem. Alexandr Daviněnko, který byl považován za nejvíce nadaného člena, se začal věnovat opeře a Viktor Bělyj rozvíjel tradice masové písně, z nichž mnohé byly psány v duchu revolučních hymnů (např. píseň Proletáři všech zemí, spojte se!). Mezi lety 1929 – 1934 se také objevovaly symfonie, které byly velmi oblíbené mezi sovětskými posluchači, a to především symfonie skladatele Lva Knippera. Snažil se totiž tento ne příliš jednoduchý žánr co nejvíce přiblížit lidem. Snad nejoblíbenější sovětskou písní na světě se stala píseň z jeho IV. symfonie – Políčko.
Velmi významnou událostí v symfonické hudbě počátkem 30. let bylo vytváření orchestrálních suit, které vycházely z lidové hudby národů SSSR, patří mezi ně například Taždická suita, suita Vanč, Marijská suita aj. Třicátá léta také přinesla úspěchy v oblasti baletu, mezi ty nejvýznamnější se řadí například Plameny Paříže od Asafjeva či Romeo a Julie od Prokofjeva.
Organizace RAMP (Российская ассоциация пролетарских музыкантов) brzdila rychlý rozvoj sovětské hudby. Otevřeně kritizovala marxismus-leninismus, politiku strany a bojovali proti třídnímu nepříteli v hudbě.
V roce 1932 vzniká Svaz sovětských skladatelů, kterému se podařilo odstranit předcházející umělecké rozpory. Nejstarším členem svazu byl N. I. Mjaskovskij, který vychoval mnoho nadaných skladatelů, mezi něž patřili např. Kabalevskij, Chačaturjan, Šebalin, Koval a jiní.
Od roku 1933 byly v SSSR organizovány různé hudební soutěže, kterých se účastnili ti nejtalentovanější hudebníci (z vítězů např. pianisté Gilels, Flier, Zak, houslisté Oistrach, Goldštejn, Furer, dirigenti Mravinskij, Rachlin, Ivanov aj.). Sovětská vláda jejich úspěchy odměňovala od roku 1940 (ceny nesly jméno J. V. Stalina). V tomto období nabyl realistický směr značné převahy nad formalismem a úspěchy nezaznamenávala pouze masová píseň, jak tomu bylo doposud. Ve všech oblastech se tvořila díla, které zaznamenaly úspěch (např. opera Tichý don od I. Dzeržinského, která se stala jakýmsi mezníkem v historii sovětské operní tvorby).

## Období Velké vlastenecké války
Velká vlastenecká válka měla velký vliv na další rozvoj sovětské hudby. Bojové hrdinství poskytlo umělcům mnoho námětů pro vznik mistrovských děl. Tato díla měla nejen opěvovat hrdinství lidí, ale podněcovat je k boji a práci. Pro takový účel se náročná díla ovšem nehodila, proto vzrostl význam masové písně a sborů. Už po prvních dnech Vlastenecké války vznikla píseň Svatá válka od A. Alexandrova, která se později stala jejím symbolem.
Na počátku války odjelo mnoho skladatelů přímo na frontu nebo vedli hudební vojenské soubory, kde vznikalo velké množství písní různých žánrů. Vedle již známých a zkušených skladatelů začali vynikat mladí písničkáři, např. V. Solovjoj-Sedoj, V. Mokrusov nebo M. Frandkin (který se stal slavný takřka přes noc díky své Písni o Dněpru).
Kvůli velké oblibě masové písně se další žánry sovětské hudby, především symfonie a opery, příliš nerozvíjely. I přesto vznikla VII. Leningradská symfonie od Šostakoviče, která byla vrcholem tohoto období. Vynikající dílo během této války napsal skladatel Jurij Šaporin (Vyprávění o bitvě za ruskou zem).

## Poválečné období
V roce 1946 musel ÚV KSSS zasáhnout usnesením do otázek literatury, divadla a filmového umění – jednalo se o požadavek zvýšení stranickosti v umělecké tvorbě, dramaturgii i umělecké výrobě filmů. V hudebním umění tedy nastala nepříznivá situace. Po válce se začaly hodně pěstovat žánry tzv. absolutní hudby – např. symfonie, kvarteta, sonáty apod. Skladatelé se uchylovali k formalismu a abstraktnosti. Například Šostakovič se začal věnovat výhradně komponování symfonií a komorní hudby a Prokofjev složil formalistickou Ódu na zakončení války. Pod jejich vlivem se nacházeli i mnozí jiní hudebníci, například J. Sviridov, J. Levitin, M. Veinberg, R. Bunin, G. Popov a další. To nenechala strana bez povšimnutí. V roce 1947 byla připravena v Moskvě inscenace formalistické opery Velké přátelství a na její popud vystoupil A. Ždanov v rámci ÚV KSSS s ostrou kritikou. V roce 1948 svolal ÚV KSSS do Kremlu poradu skladatelů, hudebních vědců a kritiků a byly zde za účasti skladatelů řešeny naléhavé otázky realismu a profesionálního mistrovství v hudbě. Formalismus byl následně odsouzen jako projev buržoazní ideologie v hudbě. Vokální a programová hudba a metoda socialistického realismu byly stanoveny zákonem sovětské hudby.
Po tomto razantním usnesení zaznamenala sovětská hudba zásadní obrat. Vznikala významná díla nástrojové a vokální hudby, opery, kantáty, symfonie a koncerty nejrůznějších skladatelů SSSR. Oblibu si získal opět Mjaskovskij, Šostakovič a Prokofjev. D. B. Kabalevskij dosáhl roku 1948 velkého úspěchu díky své opeře Tarasova rodina.